# Mycalesis miranda
Mycalesis miranda är en fjärilsart som beskrevs av Evans 1920. Mycalesis miranda ingår i släktet Mycalesis och familjen praktfjärilar. Inga underarter finns listade i Catalogue of Life.